# Zákupské vévodství

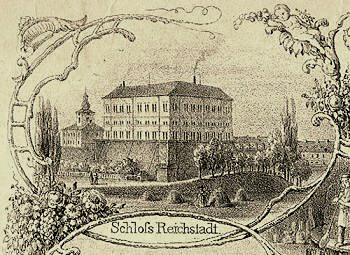
Zákupský zámek na litografii z roku 1853

Zákupské vévodství byl umělý územní útvar v severní části Čech, který vytvořila císařská rodina toskánské větve Habsburků v letech 1818 – 1832 na části svého území. Základem bylo Zákupské panství.

## Příčiny vzniku vévodství

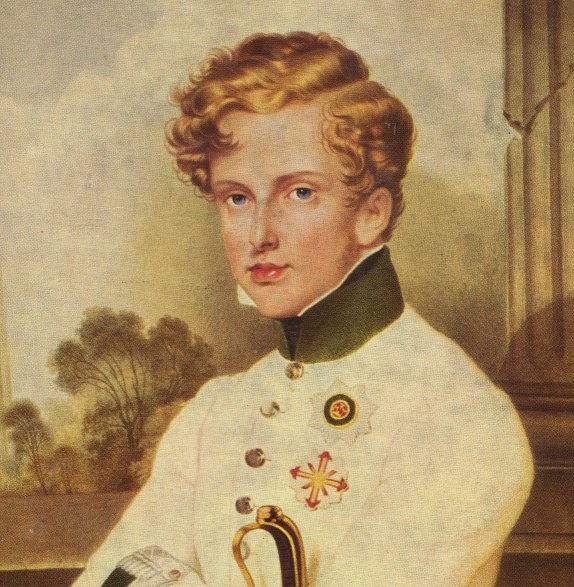
Orlík, vévoda zákupský

V roce 1805 zadlužené panství Zákupské převzal arcivévoda Ferdinand Habsburský a o deset let později císař Rakouského mocnářství František I. Dne 22. července 1817 svým císařským diplomem v duchu ustanovení vídeňského kongresu vytvořil Zákupské vévodství, které věnoval Napoleonovi II., synovi své dcery a francouzského excísaře Napoleona I. Jemu zároveň přiznal titul Vévoda Zákupský náhradou za kongresem odebrané tituly. Orlík (jeho přezdívka), Napoleon František Josef Karel Bonaparte (1811–1832), původně titulovaný jako římský král, se měl stát po otci francouzským císařem Napoleonem II. S Habsbursko-Lotrinským rodem byl spřízněn přes svou matku, Marii Luisu Habsburskou. Její manžel a jeho otec Napoleon I. však v roce 1814 abdikoval, byl odeslán do vyhnanství na Elbu a poté na Svatou Helenu. Orlík však žil podle nařízení vídeňského kongresu se svou matkou ve Vídni, kde zemřel ve věku 21 let na tuberkulózu hrtanu. Mladý vévoda se nikdy za svého krátkého života na své panství nedostal.

## Rozsah vévodství
Základem rozsáhlého vévodství bylo Panství Zákupy, v jehož středu byl zámek a město Zákupy. Panství Zákupy zahrnovalo také někdejší panství Milštejn u Cvikova a statek se zámkem Horní Police s širokým okolím. Po Orlíkově smrti se panství dostalo zpět do držení toskánské větve Habsburků a po roce 1847 se jeho majitelem stal excísař Ferdinand I. Dobrotivý (český král Ferdinand V.). Zámek v Zákupech pak užíval i se svou manželkou jako své letní sídlo až do roku 1875.